# Aşağıışıklar, Manavgat
Aşağıışıklar là một xã thuộc huyện Manavgat, tỉnh Antalya, Thổ Nhĩ Kỳ. Dân số thời điểm năm 2011 là 1.207 người.